# Christian Carion
Christian Carion (Cambrai, Nord, 4 de janeiro de 1963) é um cineasta e roteirista francês.

## Biografia
Christian Carion nasceu em uma família de agricultores no norte da França. A juventude de Carion foi passada nos campos agrícolas de seus pais, onde ele era constantemente lembrado da Primeira Guerra Mundial, pois a família muitas vezes encontrava minas perigosas, não explodidas, deixadas pelos conflitos nos campos. Ele também tinha ouvido falar das histórias em que os soldados franceses deixavam suas trincheiras à noite para se encontrarem com suas esposas nas cidades vizinhas ocupadas pelos alemães e retornavam para lutar na manhã seguinte.
Após o ssucesso de Une hirondelle a fait le printemp, Carion iniciou um projeto mais ambicioso, Joyeux Noël (Feliz Natal). Exibido em Cannes para o festival de cinema em 2005, este filme histórico de ficção retrata as confraternizações de guerreiros de três países diferentes na véspera do Natal durante a Primeira Guerra Mundial. Carion afirmou nunca ter ouvido falar dos incidentes reais das tréguas de Natal enquanto crescia na França, já que o Exército francês e as autoridades o reprimiu, tendo sido visto como um ato de desobediência. Ele foi apresentado à história através de um historiador que lhe mostrou fotos e documentos arquivados na França, Grã-Bretanha e Alemanha. O filme foi um sucesso comercial. [...]  Foi indicado para inúmeros prêmios no César Awards francês e para o Oscar de melhor filme estrangeiro.